# Rafael Ramírez Colina
Rafael Arturo Ramírez Colina (Maracaibo, 28 de julio de 1975) es un político y abogado venezolano, quien es el alcalde del municipio Maracaibo desde diciembre de 2021, en octubre de 2024 fue detenido por el SEBIN junto con otros tres funcionarios locales de forma ilegal y sin conocer las causas que se les imputan. Fue diputado suplente a la Asamblea Nacional en la IV Legislatura en representación de Primero Justicia.

## Biografía

### Trayectoria
Ramírez es abogado egresado de la Universidad del Zulia (LUZ), especializándose en el Modelo de Negociación de Harvard en Relaciones y Conflictos Laborales. Participó además en el programa de Gerencia para Abogados del IESA, así como el Programa de Gerencia de Abogados de la Universidad Yale, en Connecticut. Fue dirigente estudiantil en sus años de universitario. Entre 1997 y 1999 trabajó como Inspector jefe en la Inspectoría del Ministerio del Trabajo. Se integró en Primero Justicia poco después de su fundación como partido.
En 2012 fue electo diputado suplente al Consejo Legislativo del Estado Zulia por su partido Primero Justicia. En las elecciones parlamentarias de 2015 fue electo diputado por el circuito 6.º del Estado Zulia, como suplente de Elías Matta, con el apoyo de la Mesa de la Unidad Democrática. El 22 de enero de 2016 fue seleccionado en sesión plenaria de la Asamblea Nacional como diputado al Parlamento del Mercosur en representación de Venezuela.

### Alcalde de Maracaibo

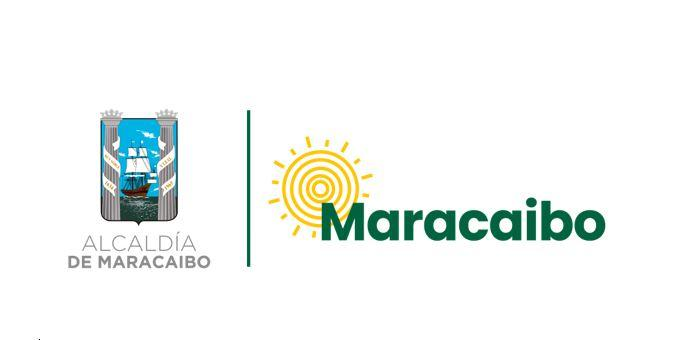
Logo de la Alcaldía durante su gestión (2021-2025).

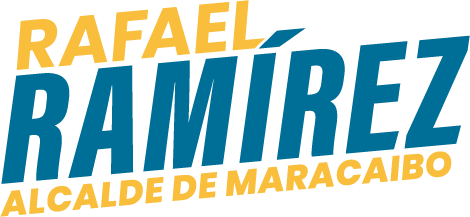
Logo del Comando de Campaña para 2021.

El 31 de agosto de 2021 anunció su candidatura a alcalde de Maracaibo por Primero Justicia. Inicialmente, el candidato a la alcaldía por la tolda amarilla iba a ser Pablo Pérez Álvarez, exgobernador del Zulia, pero sobre él pesaba una inhabilitación política de parte de la justicia y Ramírez terminó convirtiéndose en el abanderado. El 15 de septiembre fue elegido oficialmente como el candidato por consenso de la Plataforma Unitaria. No obstante, Ramírez no fue el único candidato opositor a la alcaldía, disputándose especialmente el lugar con el candidato Juan Carlos Fernández, de Fuerza Vecinal, quienes se hicieron diversos llamados públicos a declinar en favor de uno u otro.
Finalmente en las elecciones del 21 de noviembre de 2021, Ramírez venció al alcalde de Maracaibo Willy Casanova, del PSUV, quien iba por la reelección, al obtener el 51 %, casi 200 000 votos. Ramírez se posicionó 17 puntos por encima del alcalde Casanova. Ramírez fue juramentado el 3 de diciembre de 2021 como alcalde. En su primer día de gestión, puso en marcha el plan «Maracaibo sin Moscas» a través del cual se le haría una limpieza intensiva a la ciudad de basura, con 300 trabajadores y más de 80 unidades recolectoras. El 5 de diciembre anunció su tren ejecutivo.
Durante su gestión se organizó un concierto de gaita zuliana, el cual por su magnitud y cantidad de miembros, recibió el Guinness World Records a la agrupación de música folclórica venezolana más grande del mundo.El 1 de octubre de 2024 mientras se encontraba en la instalaciones de la alcaldía de Maracaibo fue detenido por funcionarios del SEBIN poniendo fin a su gestión, así mismo en las próximas horas se propuso el nombre de su esposa Vannesa Linares de Ramírez para tomar su lugar mientras se ejecuta un proceso penal acusándolo de "severos actos de corrupción" acusación que su esposa y ahora alcaldesa interina salió a desmentir.

## Detención
El alcalde de  Maracaibo Rafael Ramírez, fue detenido por el Servicio Bolivariano de Inteligencia Nacional (Sebin), a las seis y media de la tarde del primero de octubre de 2024, junto a Betty Ramos, directora general de la Alcaldía de Maracaibo y al director municipal de Seguridad Ciudadana, David Barroso.
Las detenciones se realizaron en las oficinas del burgomaestre en la sede de la Alcaldía marabina, frente a la Plaza Bolívar, en el centro de la ciudad.
Se desconocían las causas de la detención del alcalde Rafael Ramírez Colina, quien también milita en el partido Primero Justicia. Poco después el Ministerio Público confirmó la detención de Ramírez y anunció que sería «imputado» por supuestos «cargos de corrupción».